# دخلة عويدين (يريم)

تعديل مصدري - تعديل

دخلة عويدين هي إحدى قرى عزلة بني منبة بمديرية يريم التابعة لمحافظة إب، بلغ تعداد سكانها 2121 نسمة حسب تعداد اليمن لعام 2004.